# جيم غود
جيم غود (بالإنجليزية: Jim Goad)‏ هو كاتب أمريكي، ولد في 12 يونيو 1961 في ريدلي بارك في الولايات المتحدة.

## وصلات خارجية
- الموقع الرسمي
- جيم غود على موقع IMDb (الإنجليزية)
- جيم غود على موقع ميوزك برينز (الإنجليزية)
- جيم غود على موقع إن إن دي بي (الإنجليزية)
- جيم غود على موقع ديسكوغز (الإنجليزية)